# Paulo Henrique de Oliveira Alves
Paulo Henrique de Oliveira Alves (Sete Barras, 25 luglio 1996) è un calciatore brasiliano, difensore del Vasco da Gama.

## Caratteristiche tecniche
È un terzino sinistro.

## Carriera
Cresciuto nel settore giovanile del Londrina, debutta in prima squadra il 17 marzo 2016 in occasione dell'incontro di Coppa del Brasile vinto 1-0 contro il Parauapebas.
Negli anni seguenti gioca nelle divisioni statali brasiliane, tornando a competere a livello nazionale solamente nel 2020 con il Paraná, in Série B. Nel 2021 viene acquistato dalla neopromossa Juventude ed il 30 maggio esordisce nel Brasileirão in occasione del match pareggiato 2-2 contro il Cuiabá.

## Palmarès

### Club

#### Competizioni statali
- Campeonato Catarinense Série B: 1

Metropolitano: 2018